# 薬師寺吉祥天像

吉祥天像（薬師寺蔵）

薬師寺吉祥天像（やくしじ きちじょうてんぞう）は、奈良時代の吉祥天の画像で、奈良県薬師寺に所蔵されている。1951年、日本の国宝に指定された。「吉祥天女画像」とも称する。

## 概要

### 材質・様式等
国宝指定名称は「麻布著色吉祥天像」（）。サイズは53.0×31.7センチメートル。麻布に描かれ、額装仕立てになっている。日本の絵画は絹や紙に描かれたものが多く、麻布に描かれたものはまれであるが、正倉院宝物の菩薩像や東大寺伝来の釈迦霊鷲山説法図（ボストン美術館蔵）のような奈良時代の作品には麻布に描かれたものがある。吉祥天像は両手を胸辺の高さに上げ、左手に如意宝珠を持ち、向かって右向きに表される。頭部に円形の光背を表す。頭髪は髷を結い、華やかな髪飾りを付ける。衣は薄紅と朱を主体として花文様を表し、裳（スカート）は色変わりの縞模様、前掛けは緑地に菱形の花文を散らしたデザインとする。腕から垂れる袂（）や前掛けの左右の鰭状の飾りが風になびく様子を繊細に表している。顔貌表現やS字形の姿態など、様式的には盛唐絵画の影響が指摘される。

### 製作年代・伝来
本作品は吉祥悔過会（）の本尊像として製作されたものと推定される。吉祥悔過会とは奈良時代に始まったもので、年の初めに宮中や諸大寺において吉祥天像を祀り、過去の罪障を悔い改める（悔過）とともに、国家の繁栄や国民の幸せ、五穀豊穰などを願って営まれたものである。『続日本紀』には天平神護3年（767年）称徳天皇によって吉祥悔過会が行われたことが記録されている。本画像は明治初年までは薬師寺の鎮守である休ヶ岡八幡宮に伝来した。同八幡宮は平安時代初期の寛平年間（889 - 898年）に勧請されたものであるが、本画像の様式はそれより古く、薬師寺において吉祥悔過会の始められた宝亀2年（771年）頃に製作されたものと推定されている。
本作品は通常非公開で、正月の修正会の際に1月1日から3日まで金堂薬師三尊像の前に安置されるほか、薬師寺大宝蔵殿の特別開扉の時などに公開されることがある。本作品を収める厨子は、1920年に益田鈍翁によって寄贈された。